# Natá (Paphos)
Pour l’article homonyme, voir Natá.
Natá (grec moderne : Νατά) est un village de Chypre situé dans le district de Paphos et comptant plus de 181 habitants.